# Antonio de Alós Herrero
Antonio de Alós Herrero, V vescomte de Bellver (27 de novembre de 1912,? - 24 de gener de 2002, Madrid) fou un militar espanyol de l'arma de Cavalleria i de l'arma d'Aviació, que formà part del grup de militars anomenats Jinetes de Alcalá i que s'avalotà, essent capità, contra el govern de la Segona República Espanyola el 1936 a Mallorca, participant en la formació de les milícies falangistes, en la repressió de membres i simpatitzants del Front Popular i en la defensa contra el desembarcament de Mallorca per part de tropes republicanes. Intervengué en la Segona Guerra Mundial com a pilot d'un avió de caça de l'aviació alemanya, Luftwaffe (Wehrmacht), amb la 3a Esquadrilla Blava al Front Oriental. Assolí el grau de tinent general i el 1976 fou nomenat Cap del Comandament de la Defensa de l'Aire.

## Monarquia d'Alfons XIII i II República
Antonio de Alós era el segon fill dels tres de Diego de Alós y Rivero, III vescomte de Bellver i de María del Pilar Herrero Velázquez. El Vescomtat de Bellver fou recuperat el 4 de maig de 1879 pel rei Alfons XII, a favor del seu besavi, Antonio d'Alòs i López de Haro, que era besnet d'Antonio d'Alòs i de Rius, primer marquès d'Alòs qui, al seu torn, era el germà del jurista barceloní José Francisco d'Alòs i de Rius, primer marquès de Puerto Nuevo amb el Vescomtat previ de Bellver.

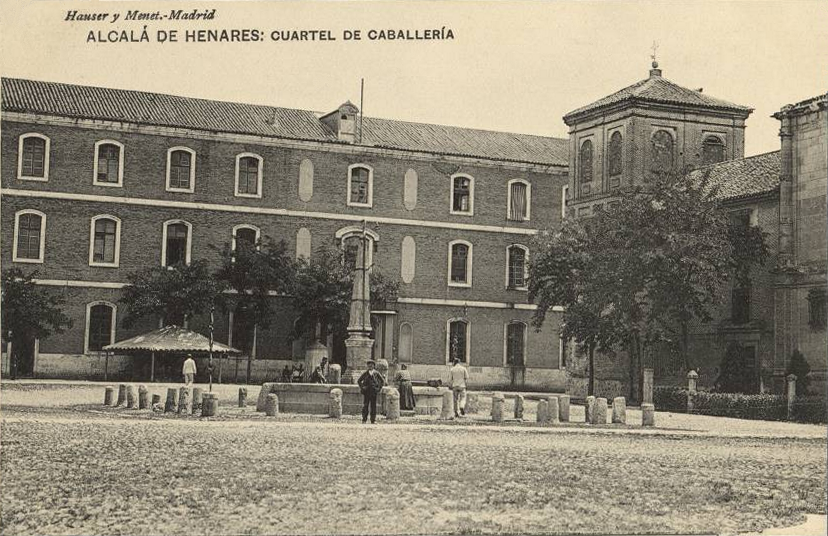
Quarter de Cavalleria del Príncep, dit de san Diego, a Alcalà de Henares cap el 1912

Completats la seva formació a les acadèmies militars fou destinat al Regiment de Caçadors de Calatrava, núm. 2, a Alcalá de Henares i ascendit a tinent. Formà part dels anomenats Jinetes de Alcalá, un grup de militars de l'arma de Cavalleria adscrits als Regiments de Caçadors de Calatrava, núm. 2, i de Villarrobledo, núm. 3, destinats ambdós a Alcalá de Henares, que a finals de juny de 1936 foren confinats al castell de Sant Carles de Palma, Mallorca. El Govern de la Segona República aprofità uns greus incidents entre soldats, un d'ells el tinent Antonio de Alós, i membres de partits d'esquerra per fer neteja de conspiradors d'aquests dos regiments. Al castell de Sant Carles conegueren al cap de la Falange Española a Mallorca, Alfonso de Zayas, que també estava empresonat i que els posà amb contacte amb els militars que s'havien d'aixecar contra la República.

## Guerra Civil
Quan es produí el pronunciament militar del 18 de juliol de 1936, els Jinetes de Alcalá es posaren a les ordres dels avalotats, formaren a les milícies falangistes, participaren en la repressió dels membres del Front Popular i dirigiren les milícies en l'enfrontament amb les tropes que desembarcaren a Mallorca per reconquerir-la l'agost del 1936.
Després d'uns mesos a Mallorca on fou probablement comandant militar d'alguna població mallorquina, Antonio de Alós retornà a la península. El març del 1937 seguia destinat al regiment de Caçadors Calatrava, núm. 2, i fou ascendit a capità. L'agost següent fou destinat a la Milícia de FET y de las JONS. L'abril de 1938 passà de la milícia al regiment de Caçadors Espanya, núm. 5. El novembre de 1938 fou destinat al regiment Taxdirt.

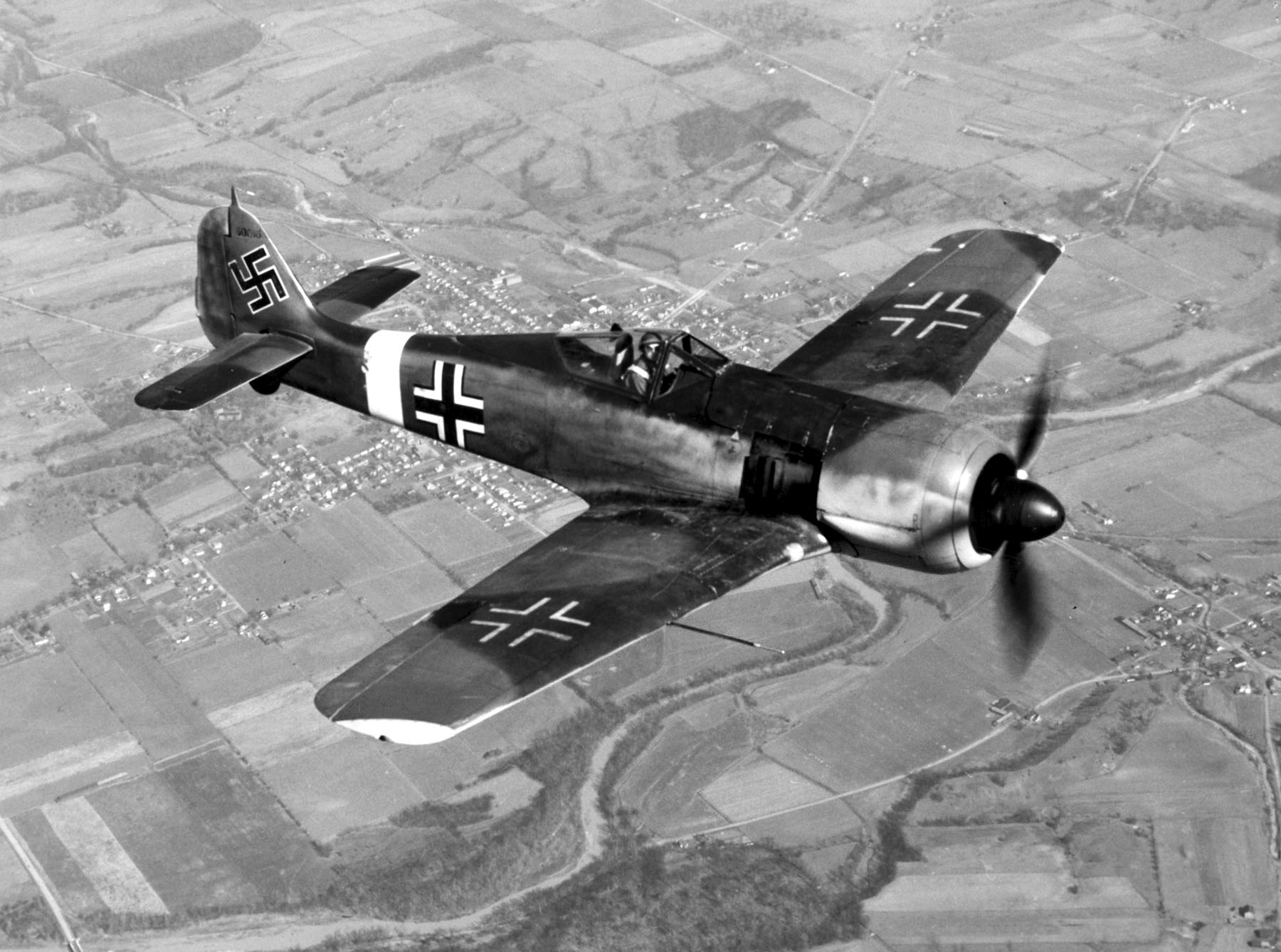
FW-190

## Dictadura del general Franco
Acabada la Guerra Civil, a principis de 1940 seguí un curs de pilot d'avió de caça i després restà com a professor a la mateixa Escola de Caça. Entre 1942 i 1943 formà part de la 3a Esquadrilla Blava, nom que reberen els grups de pilots voluntaris de l'Exèrcit de l'Aire Espanyol que durant la Segona Guerra Mundial van combatre al costat de la Luftwaffe de l'Alemanya Nazi en el Front Rus. Amb un caça FW-190 Alós aconseguí abatre 5 avions enemics.
El febrer del 1948 fou ascendit a tinent coronel. El 1964 ja havia ascendit a coronel i dirigia la Base aèria de Torrejón de Ardoz. El desembre de 1967 ascendí a general de brigada. El 1968 rebé la Gran Creu de la Real i Militar Orde de Sant Hermenegild. El 1971 era Cap de l'Aviació de Transport i del Sector Aeri d'Albacete i fou nomenat Cap de les Forces Aèries del Comandament de la Defensa Aèria.

## Democràcia
El 1976 fou ascendit a tinent general i confirmat com a Cap del Comandament de la Defensa de l'Aire. El maig del 1978 fou nomenat Cap del Comandament Aeri de Combat de la 1a Regió Militar i el mateix any passà a situació B. El novembre de 1982 passà a 2a reserva. Estava casat amb Amelia Matoses Plaza. El 1990 heretà del seu germà major el títol de vescomte de Bellver. Morí el gener del 2002 sense deixar descendència, per la qual cosa el títol del vescomtat de Bellver passà a la seva germana.